# 烏爾祖夫
46°54′57″N 37°7′2″E / 46.91583°N 37.11722°E

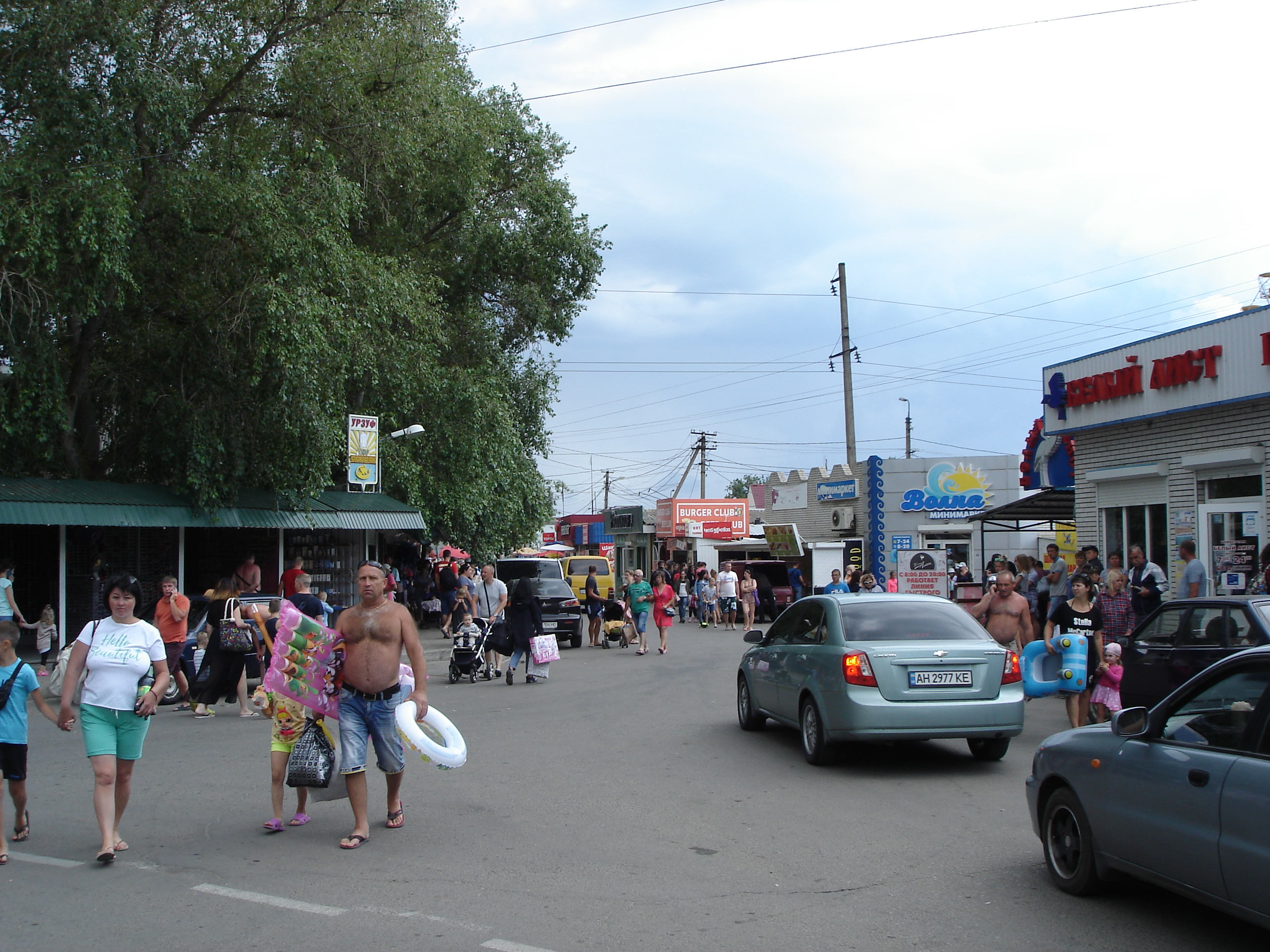
烏爾祖夫

烏爾祖夫（羅馬化：Urzuf）是位於烏克蘭東部的村莊，由頓涅茨克州马里乌波尔区的曼胡什市鎮負責管轄。該村處於澤萊納河畔，始建於1779年，海拔高度9米，2001年人口2,904。
2022年3月16日，當地被俄罗斯占领。